# Neoepicorsia tuisalis
Neoepicorsia tuisalis là một loài bướm đêm trong họ Crambidae.